# Токаев, Энвер Саидович
Энвер Саидович Токаев (род. 3 января 1956 года, Кисловодск, Ставропольский край, СССР) — российский учёный в сфере биотехнологии пищевых продуктов.

## Биография
- 1973 — окончил среднюю школу № 12 города Кисловодск.
- 1973—1978 — учился в Московском технологическом институте мясной и молочной промышленности.
- 1978—1981 — учился в аспирантуре Московского технологического института мясной и молочной промышленности.
- 1981 — защитил кандидатскую диссертацию.
- 1993 — защитил докторскую диссертацию на тему «Создание эффективных технологий продуктов лечебного и профилактического питания на основе сырья животного происхождения».
- 1994 — получил учёное звание профессора.
- С 1994 — заведующий кафедрой Технологии продуктов детского, функционального и спортивного питания Московского государственного университета прикладной биотехнологии.

## Награды и звания
- Государственная премия СССР
- Государственная премия Российской Федерации (1999)[1]

## Деятельность
Основные направления научной деятельности — биотехнология, инновации в пищевой промышленности, научные исследования и разработка инновационных, лечебных и функциональных продуктов питания. Подготовил 20 кандидатов наук и 4 докторов наук. Автор более 30 патентов и 400 печатных работ.